# Tetraloniella auricauda
Tetraloniella auricauda är en biart som först beskrevs av Laberge 1970.  Tetraloniella auricauda ingår i släktet Tetraloniella och familjen långtungebin. Inga underarter finns listade i Catalogue of Life.